# Charles Van den Broeck
Pour les articles homonymes, voir Vandenbroek.
Charles Van den Broeck fut un ancien tireur à la corde belge. Il a participé aux Jeux olympiques de 1920 et remporta la médaille de bronze avec l'équipe belge.